# Penally
 (juin 2018).
Si vous disposez d'ouvrages ou d'articles de référence ou si vous connaissez des sites web de qualité traitant du thème abordé ici, merci de compléter l'article en donnant les références utiles à sa vérifiabilité et en les liant à la section « Notes et références ».
Penally est une communauté du pays de Galles, au Royaume-Uni, située dans le comté du Pembrokeshire.

## Histoire
Les recherches archéologiques dans la grotte voisine de Hoyles Mouth montrent des preuves d'une utilisation au Paléolithique et à l'âge du fer. Les artefacts trouvés là-bas peuvent être vus au musée Tenby.
Trefloyne (anciennement Trellwyn) est un ancien manoir, siège de la famille Bowen, et marqué comme paroisse distincte sur une carte de 1578, mais il reste peu de preuves du manoir d'origine ; il était encore debout au début du XIXe siècle, mais en ruines dans les années 1880.
La carrière de Black Rock, entre Penally et Tenby, a fourni une industrie lourde dans la région au cours du XIXe siècle, en particulier après l'arrivée du chemin de fer de Pembroke à Tenby en 1863. Douze grands fours à chaux ont été construits sur un embranchement vers 1865. Ce sont les plus grands fours à chaux survivants du Pembrokeshire.

Après la Seconde Guerre mondiale, l'industrie lourde a cédé la place au tourisme, avec le développement du complexe de camping et de caravanes Kiln Park à proximité de l'ancienne carrière.